# Alfa-enolaza
Alfa-enolaza, enolaza 1 – enzym zaangażowany w glikolizę ulegający ekspresji w większości tkanek, jeden z izoenzymów enolazy. Jest homodimerem 2 podjednostek alfa.

## Związek z Myc-binding protein-1
Gen kodujący to białko, ENO1, koduje również białko zwane MBP1 (Myc-binding protein-1), odpowiedzialne za down-regulację aktywności protoonkogenu c-myc. Alfa-enolaza stanowi dłuższą formę, mierzącą 48 kDa, zlokalizowaną w cytoplazmie i jądrze, podczas gdy krótsza MBP1 o masie 37 kDa spotykana jest głównie w jądrze.

## Znaczenie kliniczne
Alfa-enolaza zidentyfikowana została jako autoantygenem w encefalopatii Hashimoto. Pojedyncze badania identyfikowały także enolazę 1 jako autoantygen związany z ciężką astmą oraz domniemany cel antyendotelialnych przeciwciał spotykanych w chorobie Behçeta. Redukcja ekspresji enzymu w nabłonku rogówki stwierdzona została u ludzi chorujący na stożek rogówki.

## Interakcje
Enolaza 1 okazała się wchodzić w interakcje z TRAPPC2.